# Šárka Kašpárková

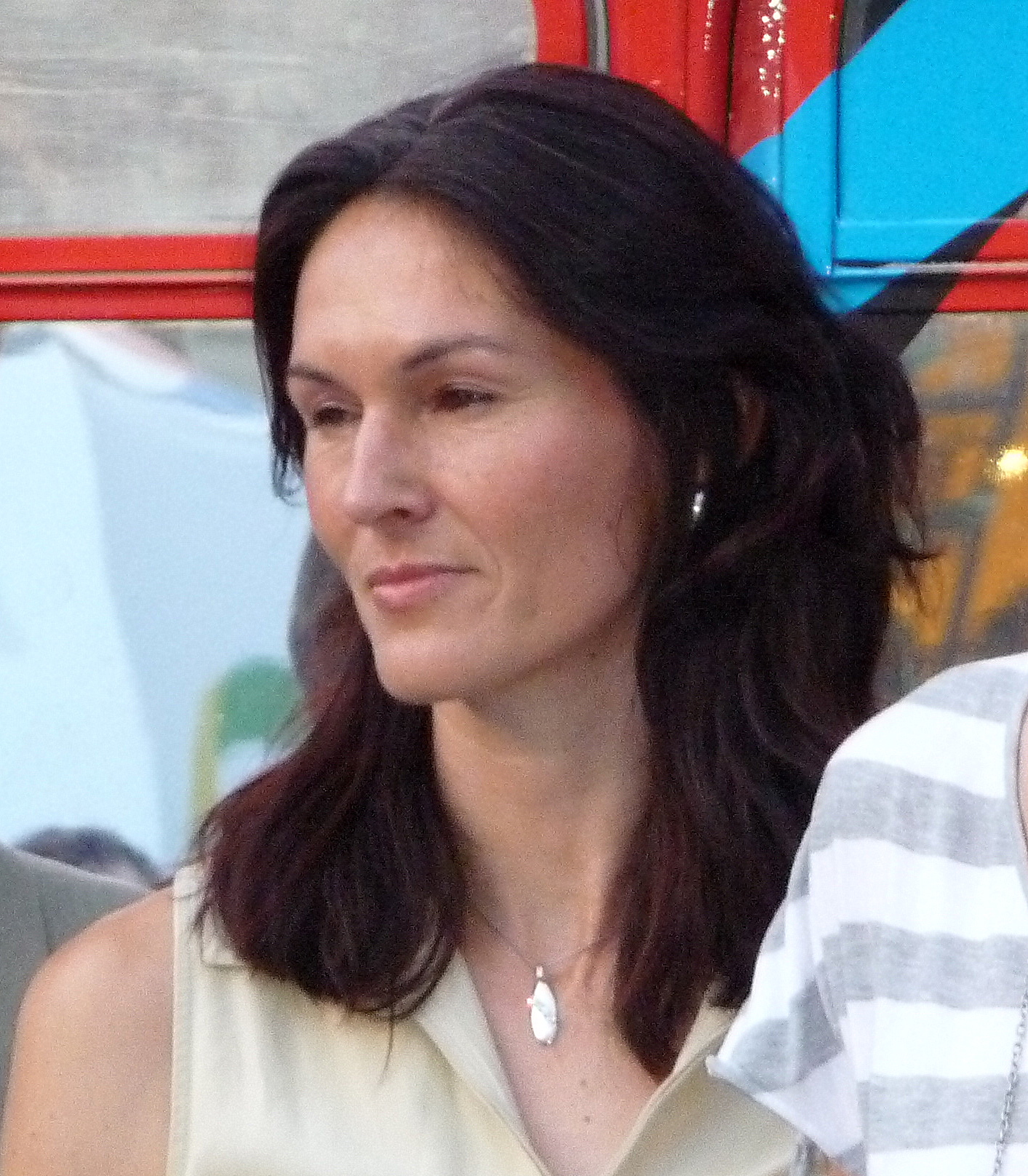
Šárka Kašpárková, 2011

Šárka Kašpárková (* 20. Mai 1971 in Karviná) ist eine tschechische Leichtathletin. Bei einer Körpergröße von 1,87 m beträgt ihr Wettkampfgewicht 68 kg.
Šárka Kašpárková war eigentlich Hochspringerin. Seit der Einführung des Dreisprungs für Frauen 1992 nahm sie an allen wichtigen Dreisprungwettbewerben teil und gewann von 1996 bis zu den Hallenweltmeisterschaften 1999 sieben Medaillen bei internationalen Meisterschaften. Seit der Geburt ihrer Tochter Terezka im Jahr 2001 startete die ausgebildete Sportlehrerin zwar weiterhin international, konnte aber nicht wieder zur Weltklasse vordringen. 

## Karriere
Im Hochsprung war Šárka Kašpárková 1989 Dritte bei den Junioreneuropameisterschaften geworden. Bei den Olympischen Spielen 1992 erreichte sie nicht das Finale. Zu diesem Zeitpunkt hatte ihre Karriere im Dreisprung bereits begonnen, der aber 1992 für die Frauen noch nicht olympisch war. Denn schon in der Hallensaison 1992 hatte sie bei den ersten Halleneuropameisterschaften im Dreisprung eine Bronzemedaille nur um zwei Zentimeter gegenüber Helga Radtke (GER) verpasst. 
Ihre erste Medaille gewann Šárka Kašpárková erst vier Jahre später. Bei den Halleneuropameisterschaften 1996 lag sie mit 14,50 Metern vier Zentimeter hinter der Siegerin Iwa Prandschewa (BUL). Bei den Olympischen Spielen 1996 lag sie mit 14,92 Metern zwar deutlich hinter der Olympiasiegerin Inessa Krawez (UKR), die auf 15,33 Meter sprang. Die Silbermedaille aber verpasste Kašparková gegenüber Inna Lassowskaja (RUS) bei gleicher Weite nur durch den schlechteren zweitbesten Sprung.
Bei den Hallenweltmeisterschaften 1997 gewann Inna Lassowskaja mit 15,01 Metern vor Ashia Hansen (GBR) mit 14,70 Metern und Šárka Kašpárková mit 14,66 Metern. Die Rumänin Rodica Mateescu (ROM) lag mit 14,65 Metern unmittelbar hinter Šárka Kašpárková. Bei den Freiluftweltmeisterschaften stellte Šárka Kašpárková mit 15,01 Metern und dann mit 15,20 Metern ihren neunten und zehnten tschechischen Landesrekord auf und erreichte eine Weite, die bis zu diesem Zeitpunkt nur von der wegen Verletzung abwesenden Weltrekordlerin Inessa Krawez übertroffen worden war. Trotzdem hatte Šárka Kašpárková beim Gewinn des Weltmeistertitels nur einen Vorsprung von vier Zentimetern, da auch Mateescu den besten Wettkampf ihrer Karriere zeigte.
Bei den Halleneuropameisterschaften 1998 gewann Šárka Kašpárková mit 14,76 Metern die Silbermedaille, hatte aber 40 Zentimeter Rückstand auf Ashia Hansen. Wesentlich knapper war das Endergebnis bei den Freilufteuropameisterschaften im gleichen Jahr. Mit ihren 14,53 Metern lag Šárka Kašpárková zwar nur zwei Zentimeter hinter der Europameisterin Olga Vasdeki (GRE) zurück, aber Teresa Marinowa (BUL) mit 14,50 Metern und Rodica Mateescu mit 14,46 Metern folgten dichtauf.
Die Hallenweltmeisterschaften 1999 gewann Ashia Hansen mit 15,02 Metern vor Iwa Prandschewa mit 14,94 Metern. Šárka Kašpárková gewann mit 14,87 Metern Bronze. Dies war die letzte Medaille für die Tschechin, die bei den Freiluftweltmeisterschaften 1999 Sechste wurde und bei den Olympischen Spielen 2000 nach erfolgreicher Qualifikation nicht zum Finale antrat.

## Endkampfplatzierungen
- 1992 Platz 4 mit 13,73 Meter Halleneuropameisterschaften
- 1993 Platz 7 mit 13,81 Meter Hallenweltmeisterschaften
- 1993 Platz 7 mit 14,16 Meter Weltmeisterschaften
- 1994 Platz 4 mit 14,46 Meter Halleneuropameisterschaften
- 1994 Platz 6 mit 13,98 Meter Europameisterschaften
- 1995 Platz 4 mit 14,25 Meter Hallenweltmeisterschaften
- 1996 Platz 2 mit 14,50 Meter Halleneuropameisterschaften
- 1996 Platz 3 mit 14,98 Meter Olympische Spiele
- 1997 Platz 3 mit 14,66 Meter Hallenweltmeisterschaften
- 1997 Platz 1 mit 15,20 Meter Weltmeisterschaften
- 1998 Platz 2 mit 14,76 Meter Halleneuropameisterschaften
- 1998 Platz 2 mit 14,53 Meter Europameisterschaften
- 1999 Platz 3 mit 14,87 Meter Hallenweltmeisterschaften
- 1999 Platz 6 mit 14,54 Meter Weltmeisterschaften
- 2005 Platz 4 mit 14,34 Meter Halleneuropameisterschaften

## Bestleistungen
- Hochsprung 1,92 Meter (1992); 1,95 Meter (1993, Halle)
- Weitsprung 6,56 Meter (1998)
- Dreisprung 15,20 Meter (1997)